# Sharon Lockhart
 (mars 2013).
Pour les articles homonymes, voir Lockhart.
Sharon Lockhart (née en 1964 à Norwood) est une photographe, cinéaste et artiste contemporaine. Elle vit et travaille à Los Angeles.